# La Légende de Fong Sai-yuk
Série
La Légende de Fong Sai-yuk 2
(1993)
Pour plus de détails, voir Fiche technique et Distribution.
La Légende de Fong Sai-yuk (方世玉, Fong Sai-yuk) est un film hongkongais réalisé par Corey Yuen, sorti en 1993.

## Synopsis
Dans la Chine médiévale, le gouverneur de Canton, Lei le tigre, organise une compétition de kung fu et le gagnant épousera sa fille. Fong Sai Yuk peut être le vainqueur mais, par un quiproquo, la belle n'est pas plus à la hauteur de l'annonce que de ses espérances. Lorsqu'il voit sa promise, enfin, celle qui lui est substituée, il préfère se laisser vaincre. Sa mère Miu Tsui-fa y voit une telle atteinte à l'honneur qu'elle se déguise en homme pour gagner la compétition. Elle prétend être le frère ainé de Fong Sai Yuk. Elle gagne et en conséquence doit épouser la jeune femme. L'intrigue devient plus complexe, car la personne qu'il a fallu combattre est l'épouse du gouverneur, laquelle au cours du combat se sent très attirée par le prétendu frère de Fong Sai Yuk.
L'intrigue se déroule sur un fond politique où le père de Fong Sai-Yuk se soulève contre un empereur tyrannique. Au milieu des intrigues amoureuses, le héros et sa mère vont voler au secours de la rébellion.

## Fiche technique
- Titre : La Légende de Fong Sai-yuk
- Titre original : 方世玉 (Fong Sai-yuk)
- Réalisation : Corey Yuen
- Scénario : Kung-Yung Chai et Kin Chung Chan
- Pays d'origine : Hong Kong
- Genre : Film d'action, Comédie
- Durée : 100 minutes

## Distribution
- Jet Li (VF : Pierre Tessier) : Fong Sai-yuk
- Adam Cheng : Chan Kar-lok
- Chen Sung-young : Tiger Lui
- Chiu Man-cheuk : Gouverneur de Kau Man
- Chu Kong : Fong Tuk
- Sibelle Hu : Siu-wan
- Michelle Reis : Ting-ting
- Josephine Siao (VF : Déborah Perret) : Miu Chui-Fa

## Voir également
- 1993 : La Légende de Fong Sai-yuk 2